# Kvitneve, Korostîșiv
Kvitneve (în ucraineană Квітневе) cunoscută anterior sub numele de Wojtaszówka, din 1946 până în 1963 - Dubovets este localitatea de reședință a comunei Kvitneve din raionul Korostîșiv, regiunea Jîtomîr, Ucraina.

## Istorie

### Uniunea statală polono-lituaniană
În 1617, Wojtaszówka făcea parte din domeniul stolnicului din Volyn, Adam Józef Olizar-Wołczkiewicz (în poloneză: Adam Józef Olizar-Wołczkiewicz).
În 1628, Wojtaszówka (în poloneză: Wojtaszówka, Woytaszówka) era proprietatea judecătorului din Kiev, Lukasz Witowski (în poloneză: Łukasz Witowski).
În perioada 1648-1660, Wojtaszówka a făcut parte din regimentul Bila Tserkva al statului ucrainean, Armata Zaporojiană. "Registrul Armatei Zaporojene din 1649" menționează 39 de cazaci din Wojtaszówka, printre care se număra și centurionul Ivan Yashchenko.
În timpul Revoluției Naționale, multe sate din Cheia Korostyshiv au fost distruse, iar locuitorii au murit. Turcii au continuat să facă raiduri în sate și să ia oameni în captivitate, însă Wojtaszówka a fost cruțată de această soartă.
În februarie 1657, Petro Parchevych a trecut prin Brusyliv în drumul său spre Hetmanul Bohdan Khmelnytskyi în Chyhyryn și a numit Brusyliv primul "oraș" pe care l-a întâlnit după ce a plecat din Korets. Acest lucru sugerează că întregul spațiu dintre Korets și Brusyliv era atunci liber, iar Wojtaszówka ar fi putut fi situată în această zonă.
După 1660, Voytashivka a fost ocupată de trupele Uniunei celor două națiuni, iar în mai 1665, atamanul rebel Danylo Vasylovych, cunoscut și sub numele de "colonelul Ovruch", a preluat controlul asupra localității. El coordona acțiunile sale cu guvernul de la Moscova. Cu toate acestea, după ce s-a retras la Kiev în noiembrie 1665, trupele Comunității Polono-Lituaniene au recucerit Voytashivka[3]. Familia Olizar a revenit pe moșia Korostyshiv și a început să reconstruiască satele devastate.
În următoarele secole, Voytashivka a rămas o așezare mică și săracă, cu o populație fluctuantă. În 1783, localitatea număra doar 55 de locuitori.

### Imperiului Rus
În a doua jumătate a secolului al XIX-lea, Voytashivka a devenit parte a Imperiului Rus. În această perioadă, satul, împreună cu alte proprietăți ale lui Gustav Olizar, a fost dăruit fiului său Karol.
În anul 1864, satul avea o populație de 220 de persoane, dintre care 65 erau romano-catolici. Biserica ortodoxă locală aparținea de Biserica Sfântul Mihail din satul Vilnia, în timp ce parohia catolică era Biserica Nașterea Sfintei Fecioare Maria din Korostyshiv.
În anul 1900, satul făcea parte din Korostyshiv Volosta, districtul Radomyshl, provincia Kiev. În sat se aflau 58 de curți, iar populația ajunsese la 421 de persoane. Terenul arabil al satului măsura 267 de hectare.

### Parte a RSS Ucraineană
În ianuarie 1918, Voytashivka a fost ocupată pentru prima dată de trupele sovietice.
La 13 noiembrie 1921, în timpul Raidului din noiembrie, Grupul Volyn (comandat de Iurii Tiutiunnyk) al Armatei Republicii Populare Ucrainene a trecut prin Voytashivka.
În 1930, în sat au fost organizate fermele colective Udarnik și al VIII-lea Congres al Sovietelor. În 1951, acestea au fost unificate într-o singură fermă colectivă, denumită Frunze, specializată în cultivarea hameiului.
În iunie 1946, Voytashivka a primit un nou nume - Dubovets, după numele râului Dubovets, care traversează satul. Acesta a devenit parte a Republicii Sovietice Socialiste Ucrainene în perioada sovietică.

## Infrastructura
În prezent, satul Dubovets are o școală secundară de nivel I-II, o grădiniță și un oficiu poștal. De asemenea, în sat se găsesc câteva magazine și o biserică ortodoxă. În apropiere se află o stație de cale ferată și o șosea importantă care leagă orașul Korostyshiv cu alte localități din regiune.

## Demografie
Componența lingvistică a localității Kvitneve
     Ucraineană (97,65%)
     Rusă (1,76%)
     Alte limbi (0,59%)
Conform recensământului din 2001, majoritatea populației localității Kvitneve era vorbitoare de ucraineană (97,65%), existând în minoritate și vorbitori de rusă (1,76%).